# Jane Sandberg
Jane Mylenberg  (født 28. november 1966 i Gentofte) stifter af Mylenberg Consulting, klummeskribent og debattør. I perioden 2015 - 2023 museumsdirektør på Enigma – Museum for post, tele & kommunikation. Tidligere har hun blandt andet været museumsdirektør på Trapholt Museum (2007-08) og Øregaard Museum (2003-07). Hun sidder i en række bestyrelser og skriver klummer i Berlingske Tidende og Altinget. 

## Uddannelse
Jane Mylenberg blev cand.phil. i kunsthistorie fra Københavns Universitet i 1996, journalist fra Danmarks Journalist Højskole i 2001 og master i kommunikation fra Aarhus Universitet i 2005.

## Virke
Tidligere administrerende direktør Akademisk Arkitektforening (2008-2015), informationschef Thorvaldsens Museum (2000-2003), udstillingschef Gl. Strand (1996-1996). Medstifter af festivalen Golden Days og sekretariatsleder samme sted (1993-1996), sekretariatschef UN Social Summit (1993-1994), Medlem af bestyrelsen for Designskolen Kolding (2014-2017), Nærum Gymnasium (2017-), Ny Carlsberg Museumslegat (2016-), PostNords Frimærkeråd (2017-), Trapholt (2019 -), Foreningen Brobyggerne, næstformand (2019 -). Forfatter til en lang række bøger om kunst og kultur, bl.a. "Ingen kan tjene alle til takke. Paul Fischer", "Lerets Magi - det keramiske kunstnerfællesskab i Utterslev 1883-1891", "Bornholm, Bornholm, Bornholm" sammen med Pernille Gjede og senest "Come Together - Fællesskaber i Danmark".